# Žaga (gmina Bovec)
Žaga – wieś w Słowenii, w gminie Bovec. W 2018 roku liczyła 319 mieszkańców.